# 冯怦
冯怦（614年—646年），隋朝、唐朝長樂郡信都縣（今河北省衡水市冀州區）人，冯慈明之子。

## 生平
冯慈明被翟让杀害后，隋炀帝为表彰冯慈明死节，任命冯慈明二子冯惇、冯怦为尚书承务郎。入唐朝，冯怦为兵部郎中，貞觀二十年（646年）正月丁丑，冯怦任光禄少卿。唐太宗派大理卿孙伏伽、黄门侍郎褚遂良、尚书左丞杨纂、太子詹事张行成、太仆少卿萧锐、光禄少卿冯怦、司农卿达奚怀义、御史中丞唐临、中书舍人崔仁师、太子中允宇文节、太子中舍人贺会壹、万年县令宋行质、长安县令李乾祐、刑部侍郎刘燕客、王昕、尚药奉御长孙知人、大理正郭文宗、李镜玄等人，以六条巡察四方。冯怦守吕州刺史。后来在吕州去世。

## 子孙

### 子女
- 冯蹇，汾州刺史
- 冯氏，唐吏部将仕郎范阳卢氏妻

### 孙
- 冯懿，字承美，冯蹇之子，709年去世[1]